# Manuel Joaquim Machado
Manuel Joaquim Machado (Minas Gerais, 2 de dezembro de 1863 — 14 de agosto de 1913) foi um militar e político brasileiro.
Foi nomeado interventor em Santa Catarina por Floriano Peixoto, em 1 de março de 1892. Em 15 de setembro do mesmo ano foi eleito pelo Congresso Representativo do Estado para o cargo de presidente, tendo administrado o estado até 8 de setembro de 1893. Em junho teve que se afastar do governo em razão de uma denúncia e processo por causa da prisão de um funcionário federal, sendo substituído pelo vice, Eliseu Guilherme da Silva.
Com o estabelecimento do Governo Provisório e Revolucionário da República voltou a governar, de 24 de fevereiro a 15 de abril de 1894, quando foi deposto pelas tropas legalistas chefiadas pelo coronel Antônio Moreira César, que deu início à repressão generalizada contra adversários, reais ou supostos, do regime imposto pelo marechal Floriano Peixoto.